# サン・マウロ・トリネーゼ
サン・マウロ・トリネーゼ（伊: San Mauro Torinese）は、イタリア共和国ピエモンテ州トリノ県にある、人口約19,000人の基礎自治体（コムーネ）。

## 地理

### 位置・広がり

#### 隣接コムーネ
隣接するコムーネは以下の通り。
- バルディッセーロ・トリネーゼ
- カスティリオーネ・トリネーゼ
- セッティモ・トリネーゼ
- トリノ

## 行政

### 分離集落
サン・マウロ・トリネーゼには、以下の分離集落（フラツィオーネ）がある。
- Oltre Po, Cascina del Mulino, Pescarito, Pescatori, Sambuy, Sant'Anna